# Brachytheciella
Brachytheciella, monotipski rod pravih nmahovina iz porodice Brachytheciaceae opisan 1999.. Jedina vrsta je B. stoloniferasa poluotoka Huon, na Papui Novoj Gvineji.